# 천주교 홍콩 교구

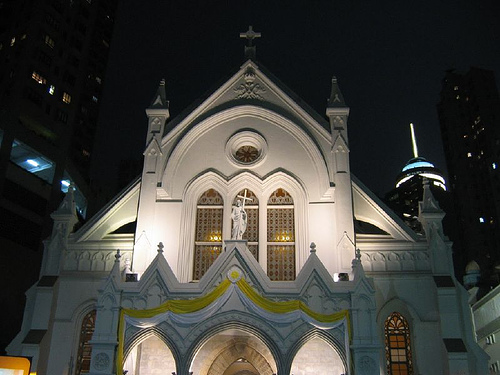

천주교 홍콩 교구(라틴어: Dioecesis Sciiamchiamensis, 중국어: 天主教香港教區)는 중화인민공화국 홍콩 특별행정구에 있는 로마 가톨릭교회 교구이다. 현재 교구장은 2021년 5월 17일에 임명된 차우 사우얀(Stephen Chow Sau-yan, 周守仁)주교다.홍콩 교구는 교황 성좌와 완전한 친교를 이루고 있다. 천주교 홍콩 교구는 교계제도상 광저우 관구에 속해 있다. 좀 더 자세한 정보는 홍콩의 로마 가톨릭교회 문서를 참조하라.
2009년 8월 기준으로 홍콩에는 130,000명의 필리핀 이주민 출신 가톨릭교도들과 353,000명의 비필리핀 가톨릭교도들이 있다. 홍콩 교구에는 현재 306명의 사제와 60명의 수사 및 496명의 수녀가 있다. 또한 41개소의 성당을 포함한 51개소의 본당, 32개소의 경당, 25개소의 종교 건물을 소유하고 있다. 교육 분야에서는 317개소의 가톨릭 학교와 유치원을 갖고 있으며, 학생 수는 약 202,000명에 달한다.

## 같이 보기
- 홍콩의 기독교